# Patersonioideae
Patersonioideae é uma subfamília monogenérica da família Iridaceae de plantas com flor monocotiledóneas, cujo único género é  Patersonia. O género tem distribuição natural na Austrália, Nova Guiné, Nova Caledónia e nas regiões insulares do Sueste Asiático.

## Descrição
O género Patersonia tem o seu centro de diversidade no oeste da Austrália, região onde as suas espécies são conhecidas pelos nomes comuns de native iris ou native flag'.
O género foi proposto em 1807 por Robert Brown, que criou o nome genérico como um tributo ao explorador William Paterson, o primeiro tenente-governador da região de New South Wales da Austrália.
Os membros desta subfamília são plantas perenes com folhas basais que emergem de um rizoma lenhoso que em algumas espécies se estende acima do solo para formar um tronco curto. As folhas são duras e fibrosas, geralmente com adaptações para conservar a umidade, entre as quais a presença de estômatos afundados em ranhuras, secção transversal espessada, pêlos marginais e margens espessas.
As flores ocorrem entre um par de brácteas inseridas num ramo sem folhas. As flores têm três grandes tépalas externas, que geralmente são de coloração que vai do azul ao violeta, e três minúsculas tépalas internas. Existem três estames fundidos na base para formar um tubo ao redor de um estilete alongado que termina num estigma achatado.
Várias espécies de Patersonia são cultivadas como plantas ornamentais nos jardins das regiões tropicais e subtropicais. Estas plantas podem ser propagadas por semente ou por divisão.

## Espécies
Na sua presente circunscrição taxonómica, o género Patersonia integra as seguintes espécies:
- Patersonia argyrea D.A.Cooke - Gairdner Range na Western Australia
- Patersonia babianoides Benth. - Western Australia
- Patersonia borneensis Stapf - Sabah
- Patersonia drummondii F.Muell. ex Benth. - Western Australia
- Patersonia fragilis (Labill.) Asch. & Graebn. - uma planta de charnecas costeiras arenosas no sudeste da Austrália (do sul de Queensland à Tasmânia), com folhas estreitas, verde-acinzentadas e flores violeta-claras perto do solo.
- Patersonia glabrata R.Br. - Queensland, New South Wales, Victoria - conhecida por bugulbi (Cadigal), um arbusto com até 80 cm de altura, com hastes rijas e emaranhadas.
- Patersonia graminea Benth. - Western Australia
- Patersonia inaequalis Benth. - Western Australia
- Patersonia inflexa Goldblatt - Papua Nova Guiné
- Patersonia juncea Lindl. - Western Australia
- Patersonia lanata R.Br. - Western Australia
- Patersonia limbata Endl. - Stirling Range na Western Australia
- Patersonia lowii Stapf - Sabah
- Patersonia macrantha Benth. - Northern Territory da Austrália
- Patersonia maxwellii (F.Muell.) F.Muell. ex Benth. - Western Australia
- Patersonia neocaledonica Goldblatt & J.C.Manning - New Caledonia
- Patersonia novo-guineensis Gibbs - montanhas Arfak na Província de Papua Ocidental da Indonésia
- Patersonia occidentalis R.Br., que cresce até 75 cm de altura e tem flores azuis. É comum no sul da Austrália (South Australia, Victoria, Tasmania, Western Australia)
- Patersonia philippinensis Goldblatt - ilha Mindoro (Filipinas)
- Patersonia pygmaea Lindl. - Western Australia
- Patersonia rudis Endl. - Western Australia
- Patersonia sericea R.Br. New South Wales
- Patersonia spirafolia Keighery - Western Australia
- Patersonia sumatrensis Goldblatt - Samatra
- Patersonia umbrosa Endl. , uma espécie da Austrália Ocidental que possui duas variantes de cores, a típica variedade azul-violeta e a variedade de flor amarela (xanthina) das florestas de karri.